# Корнелия (мать Гракхов)
Корне́лия (лат. Cornelia Scipionis; II век до н. э.) — римская матрона, дочь Публия Корнелия Сципиона Африканского, жена Тиберия Семпрония Гракха. Стала матерью двенадцати детей, в том числе двух братьев Гракхов — Тиберия и Гая. Корнелия рано овдовела, но тем не менее дала сыновьям прекрасное воспитание; именно благодаря ей, по мнению античных авторов, братья Гракхи вошли в число самых выдающихся политиков в истории Рима. Корнелия упоминается в связи со смертью её зятя Публия Корнелия Сципиона Эмилиана (некоторые источники приписывают ей организацию убийства) и в связи с трибунатом Гая Семпрония. Она пережила обоих сыновей и до самой смерти оставалась одной из самых уважаемых женщин Рима.
В западной культуре Корнелия стала воплощением женских добродетелей — преданности мужу, любви к сыновьям. Она является героиней ряда произведений литературы, скульптуры и живописи. Сохранились фрагменты двух писем, которые в античную эпоху приписывались ей. В историографии нет единого мнения о том, действительно ли Корнелия является автором этих текстов.

## Биография

### Происхождение

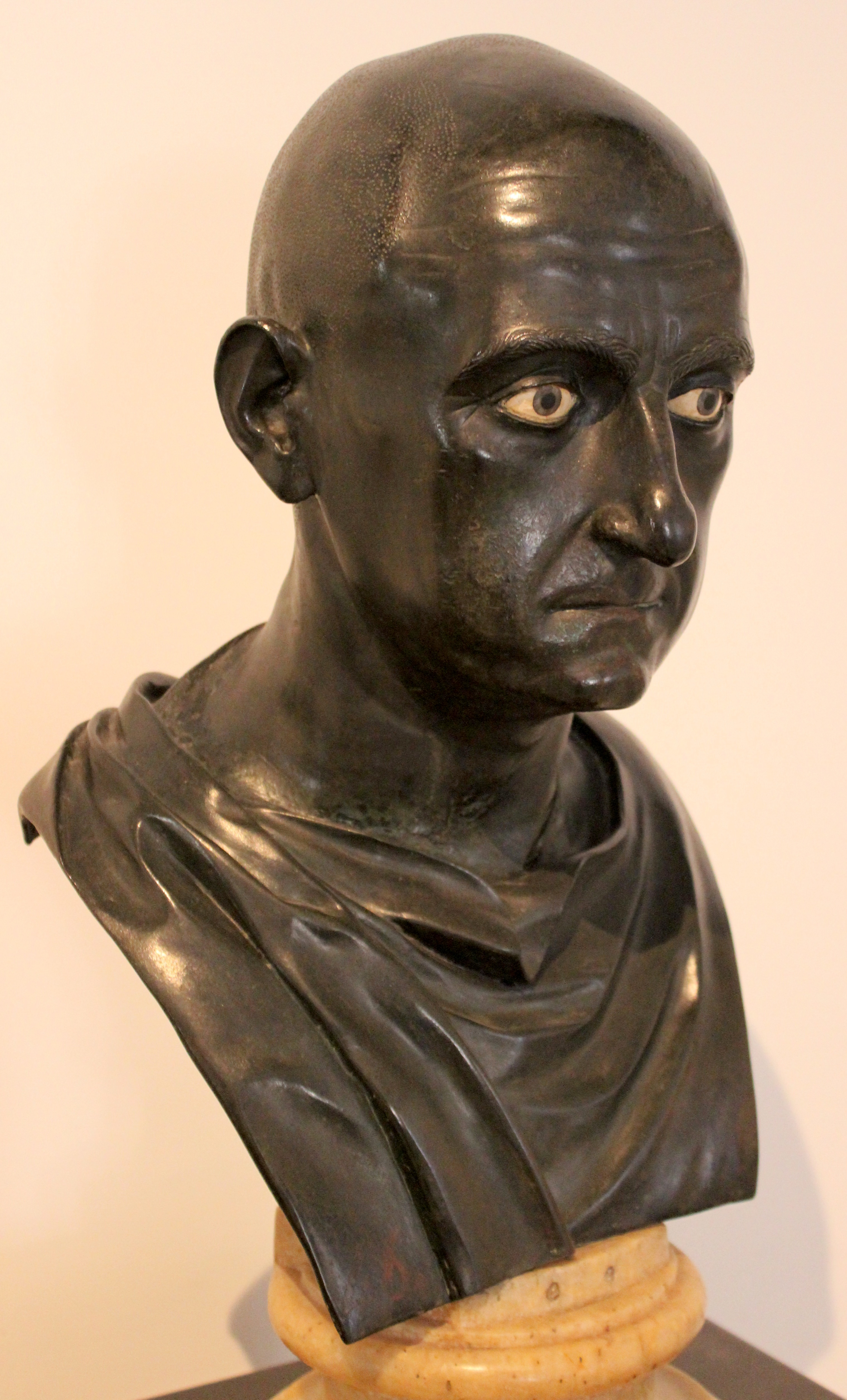
Сципион Африканский

Корнелия принадлежала к древнему патрицианскому роду этрусского происхождения. Она была дочерью Публия Корнелия Сципиона Африканского от брака с Эмилией Терцией. Таким образом, она приходилась внучкой Луцию Эмилию Павлу, погибшему при Каннах, и племянницей Луцию Эмилию Павлу Македонскому. Старшая сестра Корнелии была замужем за своим кузеном Публием Корнелием Сципионом Назикой Коркулом. У неё было также двое братьев, Публий (он не сделал карьеру из-за плохого здоровья) и Луций, поднявшийся до претуры в 174 году до н. э.

### Ранние годы и брак
Время женитьбы Сципиона на Эмилии Терции неизвестно. О времени рождения обеих Корнелий уверенно можно сказать только, что это было после возвращения их отца из Африки по окончании Второй Пунической войны — то есть после 201 года до н. э. Корнелия Младшая была последним ребёнком.
Античные авторы сообщают, что мать Гракхов родилась «со сросшимся женским органом» и что это было сочтено плохим предзнаменованием. Корнелия получила хорошее образование; у неё был греческий учитель. По достижении необходимого возраста она стала женой нобиля из плебейского рода Тиберия Семпрония Гракха. Анналисты полагали, что этот брак был заключён в 180-е годы до н. э., во время сципионовских процессов, когда ещё был жив Сципион Африканский. Но уже Тит Ливий сомневался в правдоподобности таких датировок. Исследователи, опираясь на свидетельства Полибия и Плутарха, уверены, что этот брак был заключён существенно позже — между 165 и 162 годами до н. э.. Тиберию Семпронию тогда было уже более 50 лет, и Корнелия могла быть на 30 с лишним лет его моложе.
Сообщение Сенеки, будто обе Корнелии получили приданое из государственной казны, не соответствует действительности; возможно, Сенека спутал этих матрон с их двоюродной тёткой, дочерью Гнея Корнелия Сципиона Кальва. Отец оставил каждой по 50 талантов. Первую половину приданого их мужья получили сразу после свадьбы от Эмилии Терции, а вторую половину — после её смерти в 162 году до н. э. от её наследника Сципиона Эмилиана.
Плутарх рассказывает такую историю о взаимоотношениях супругов:

Однажды, как сообщают, Тиберий нашёл у себя на постели пару змей, и прорицатели, поразмыслив над этим знамением, объявили, что нельзя ни убивать, ни отпускать обеих сразу: если убить самца, умрет Тиберий, если самку — Корнелия. Любя жену и считая, вдобавок, что справедливее первым умереть старшему (Корнелия была ещё молода), Тиберий самца убил, а самку выпустил на волю. Вскоре после этого он умер.
— Плутарх. Тиберий и Гай Гракхи, 1
Этот эпизод есть и в ряде других источников. Валерий Максим делает такой вывод: «Вот я и не знаю, стоит ли назвать Корнелию счастливой благодаря такому мужу или же несчастной из-за утраты такого мужа». Исследователи согласны с тем, что, судя по имеющимся данным, Тиберий Семпроний любил жену.
Несмотря на большую разницу в возрасте с мужем, Корнелия родила двенадцать детей, так что эта семья стала примером многодетности для Плиния Старшего. Рождались попеременно сыновья и дочери. До взрослых лет дожили только трое: Тиберий, Гай и одна дочь. Тиберий родился в 163 или 162 году до н. э. и, судя по преномену, был самым старшим из сыновей; по-видимому, из всех детей он был или первым, или вторым. Гай был младше Тиберия на девять лет и родился незадолго до смерти отца, в 154 или 153 году до н. э. Фридрих Мюнцер полагает, что Семпрония родилась вскоре после 164 года до н. э. и могла быть самой старшей из двенадцати детей или, по крайней мере, из шести дочерей в этой семье.

### Вдовство

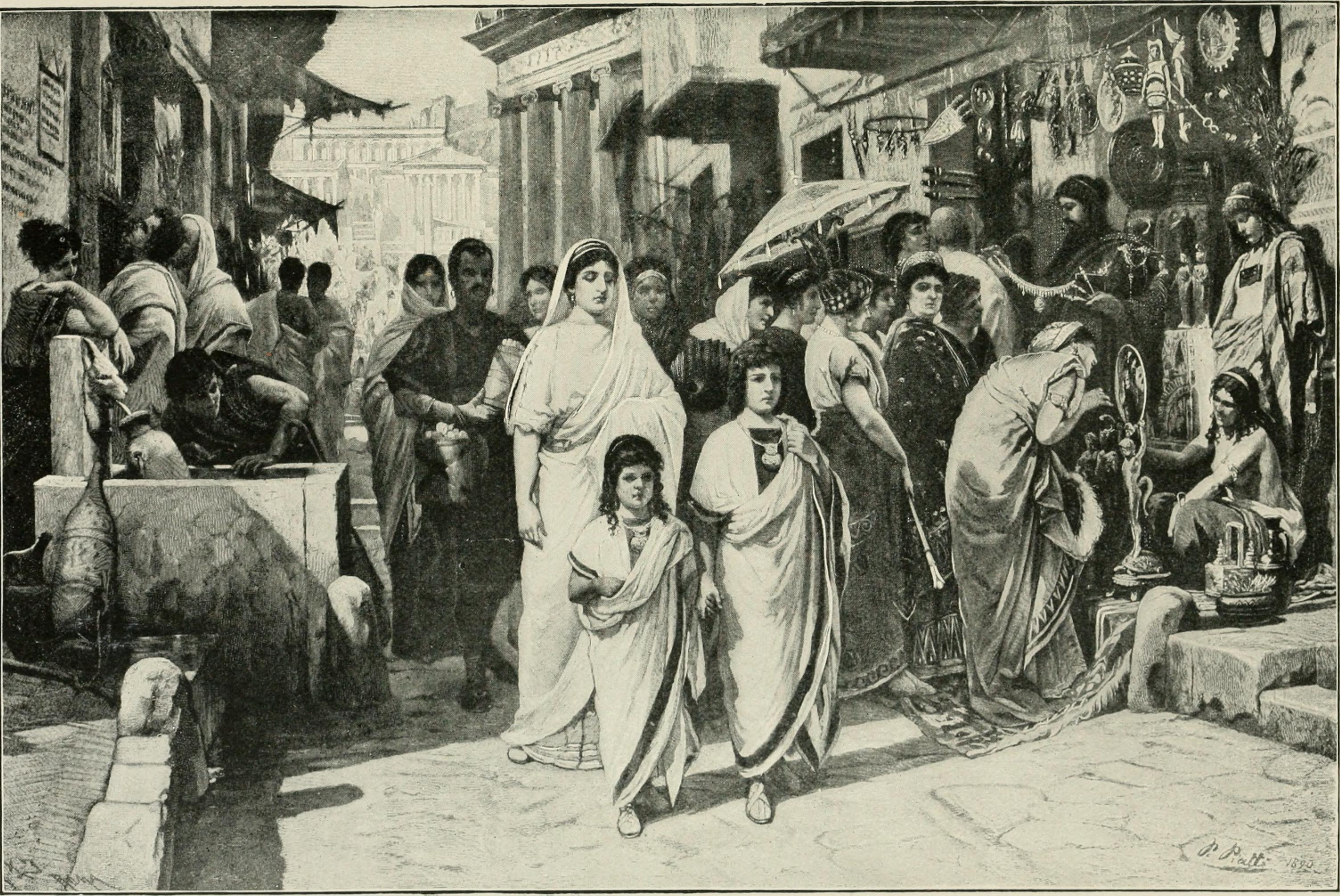
Корнелия и сыновья

После смерти мужа Корнелия не вступала больше в брак, хотя была ещё молода. Плутарх рассказывает, что ей предлагал свою руку египетский царь Птолемей (предположительно Птолемей VI Филометор), и учёные считают это сообщение вполне правдоподобным. Но Корнелия отказала и царю, решив посвятить себя воспитанию сыновей. Она дала Тиберию и Гаю первоклассное образование, в котором основной упор делался на риторику и философию; учителей для юных Семпрониев выписывали из Греции. Согласно Орозию, после смерти мужа Корнелия уехала на виллу близ Мизен, на побережье Кампании; тем не менее она и позже подолгу жила в Риме.
Дочь Корнелии Семпрония стала женой своего родственника Сципиона Эмилиана (предположительно этот брак был заключён между 150 и 148 годами до н. э. и оказался неудачным — в первую очередь из-за отсутствия детей). Старший сын Корнелии в 133 году до н. э. стал народным трибуном, выдвинул проект аграрной реформы и вскоре был убит своими врагами, которых возглавлял родной племянник Корнелии Публий Корнелий Сципион Назика Серапион. Муж Семпронии Сципион Эмилиан одобрил это убийство. В последующие годы он возглавил консервативную «партию», тогда как Гай Гракх боролся за продолжение реформ. В 129 году до н. э., когда произошло новое обострение внутриполитической борьбы, Сципион Эмилиан внезапно умер. В Риме говорили, что это убийство, совершённое из мести, и что на шее умершего остались следы удушения, а в качестве возможных убийц называли — вместе и по отдельности — Гая Папирия Карбона, Марка Фульвия Флакка, Гая Гракха, Семпронию и Корнелию. Аппиан даже уверенно утверждает, что убийство было организовано Корнелией через её дочь. Лучший друг умершего Гай Лелий Мудрый настаивал на естественной причине смерти, и расследование так и не было проведено.

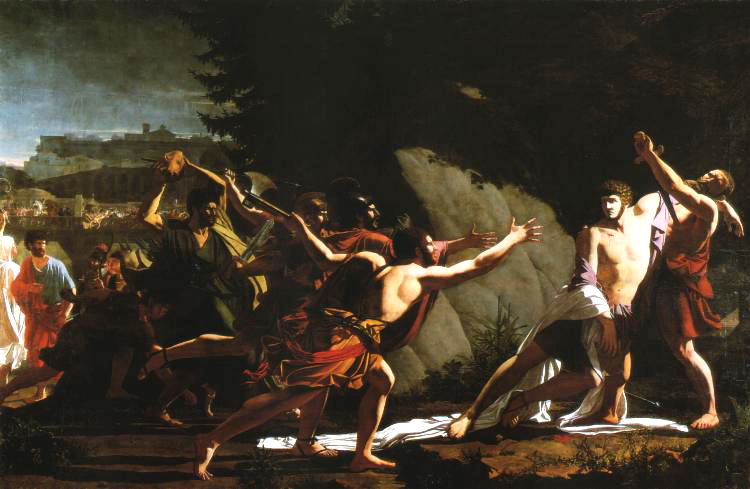
Смерть Гая Семпрония Гракха

В 123 году до н. э. народным трибуном стал младший сын Корнелии. Одна из первых его законодательных инициатив предполагала запрет на продолжение политической деятельности для людей, смещённых с должности по воле народа. Это могло быть попыткой отомстить Марку Октавию — одному из противников Тиберия Гракха. Известно, что Корнелия уговорила сына простить Октавия; после этого законопроект был отозван. Гай Семпроний добился своего переизбрания на следующий год, а в 121 году до н. э. погиб вслед за братом.
Остаётся открытым вопрос о том, повлияла ли Корнелия на политические воззрения своих сыновей — в том числе Гая, использовавшего имя матери в интересах пропаганды. Во всяком случае, она способствовала пробуждению в них честолюбия. В частности, Корнелия не раз жаловалась в присутствии сыновей, что римляне называют её не «матерью Гракхов», а «тёщей Сципиона»  (но Плутарх, рассказывая об этом, ссылается на «некоторых» противников партии реформ). В источниках встречаются сообщения о том, что Корнелия не только сочувствовала деятельности своих сыновей, но даже принимала в ней активное участие; историки считают это явной ложью, восходящей к врагам Гракхов. К таким эпизодам, вымышленным оптиматами, антиковеды относят предполагаемую организацию Корнелией убийства зятя и тот факт, что накануне решающего столкновения Гая с врагами она якобы «тайно набирала иноземцев-наёмников, подсылая их в Рим под видом жнецов».
Гибель сыновей она восприняла с полным самообладанием. После убийства Гая у неё осталась только дочь — бездетная вдова Семпрония. Остаток своих дней Корнелия провела на вилле близ Мизен, причём не изменила образа жизни: она была окружена интеллектуалами, обменивалась подарками с царями, постоянно принимала гостей, которым много рассказывала «о жизни и правилах её отца», а также о сыновьях. Корнелия «без печали и слёз» говорила о гибели Тиберия и Гая и абсолютно бесстрастно отвечала на любые вопросы о них. Поэтому, по словам Плутарха, некоторые наблюдатели даже задавались вопросом, не сошла ли она с ума от горя.
Смерть Корнелии исследователи датируют концом II века до н. э.: более точные датировки невозможны.

## «Письма Корнелии»
Письма Корнелии к младшему сыну упоминаются у Плутарха. После смерти Корнелии имели хождение два письма, которые должны были быть написаны незадолго до первого избрания Гая Семпрония народным трибуном. В них содержались призывы к адресату отомстить за брата и продолжить его реформы. Известно, что эти письма читал Марк Туллий Цицерон; их текст опубликовал Корнелий Непот. В XIX веке антиковеды много дискутировали о подлинности этих писем. Единого мнения в этом вопросе до сих пор нет. Исследователи подчёркивают, что эти письма в любом случае играли важную пропагандистскую роль во внутриполитической борьбе на закате Римской республики.

## Образ Корнелии в культуре

### Античность

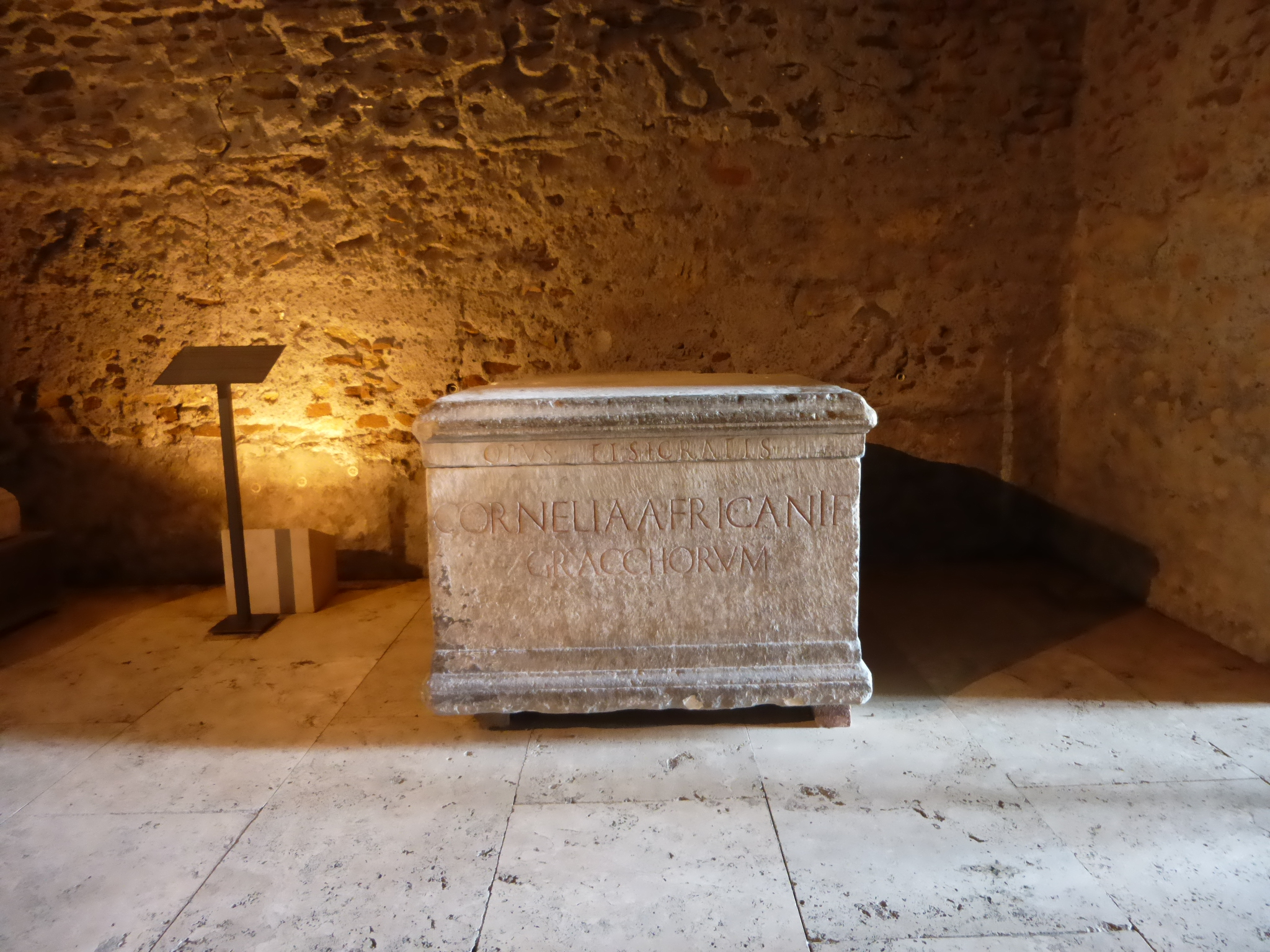
Основание статуи Корнелии, найденное в Риме

По словам Плутарха, Корнелия пользовалась в Риме всеобщим уважением «из-за её детей нисколько не меньше, чем из-за её отца». В портике Метелла поставили её бронзовую статую с надписью «Корнелия, мать Гракхов». Подножие этой статуи было найдено в 1878 году.
Корнелия фигурирует во множестве античных текстов: только на латыни о ней писали пятнадцать авторов. Источники характеризуют Корнелию как высокообразованную женщину и прекрасную мать, образцовую римлянку. Во многом именно ей сыновья были обязаны своими выдающимися дарованиями. Об этом пишут Марк Туллий Цицерон, Квинтилиан, Тацит, Плутарх.
Корнелию называют в числе образцовых матерей, которые не доверили своих детей наставникам-рабам, а сами занялись их воспитанием и в результате сделали их «первыми гражданами Римского государства». Другие матроны в этом списке — мать Гая Юлия Цезаря Аврелия и мать Августа Аттия. Валерий Максим рассказывает характерную историю: когда какая-то матрона хвалилась перед Корнелией своими нарядами и драгоценностями, та показала ей своих сыновей, только что вернувшихся из школы, и сказала: «Вот моё главное украшение». Историки видят здесь явную параллель с плутарховой биографией Фокиона (там жена главного героя в разговоре с «гостьей из Ионии» называет своим украшением супруга). Кроме того, это высказывание Корнелии могло быть напоминанием о совершенно конкретной материальной потере: драгоценности её матери перешли к Сципиону Эмилиану, а тот их подарил своей родной матери Папирии.
Элиан в своих «Пёстрых рассказах» назвал Корнелию в числе тех женщин, которые заслуживают особых почестей за их преданность мужьям — наряду с Порцией, Алкестидой, Лаодамией, Пенелопой. Для Марциала Гракх и Корнелия были примером супружеской любви, Ювенал называет Корнелию обладательницей всех мыслимых добродетелей. Иногда она упоминается в негативном контексте (это сюжеты о гибели Сципиона Эмилиана, о подстёгивании честолюбия сыновей), но, по-видимому, такая информация исходит от врагов Гракхов и является вымыслом.

### Средние века и Новое время

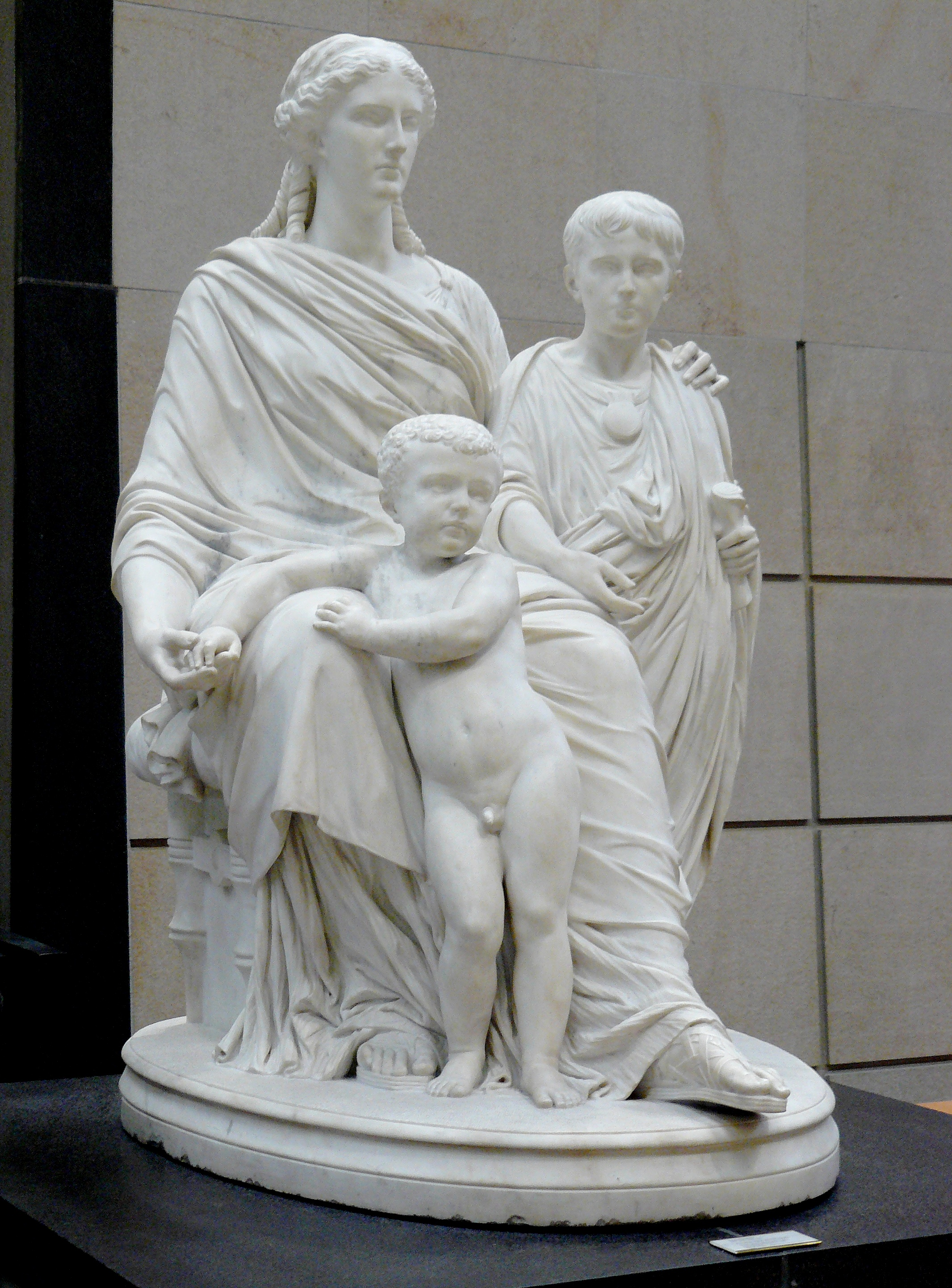
Корнелия и сыновья

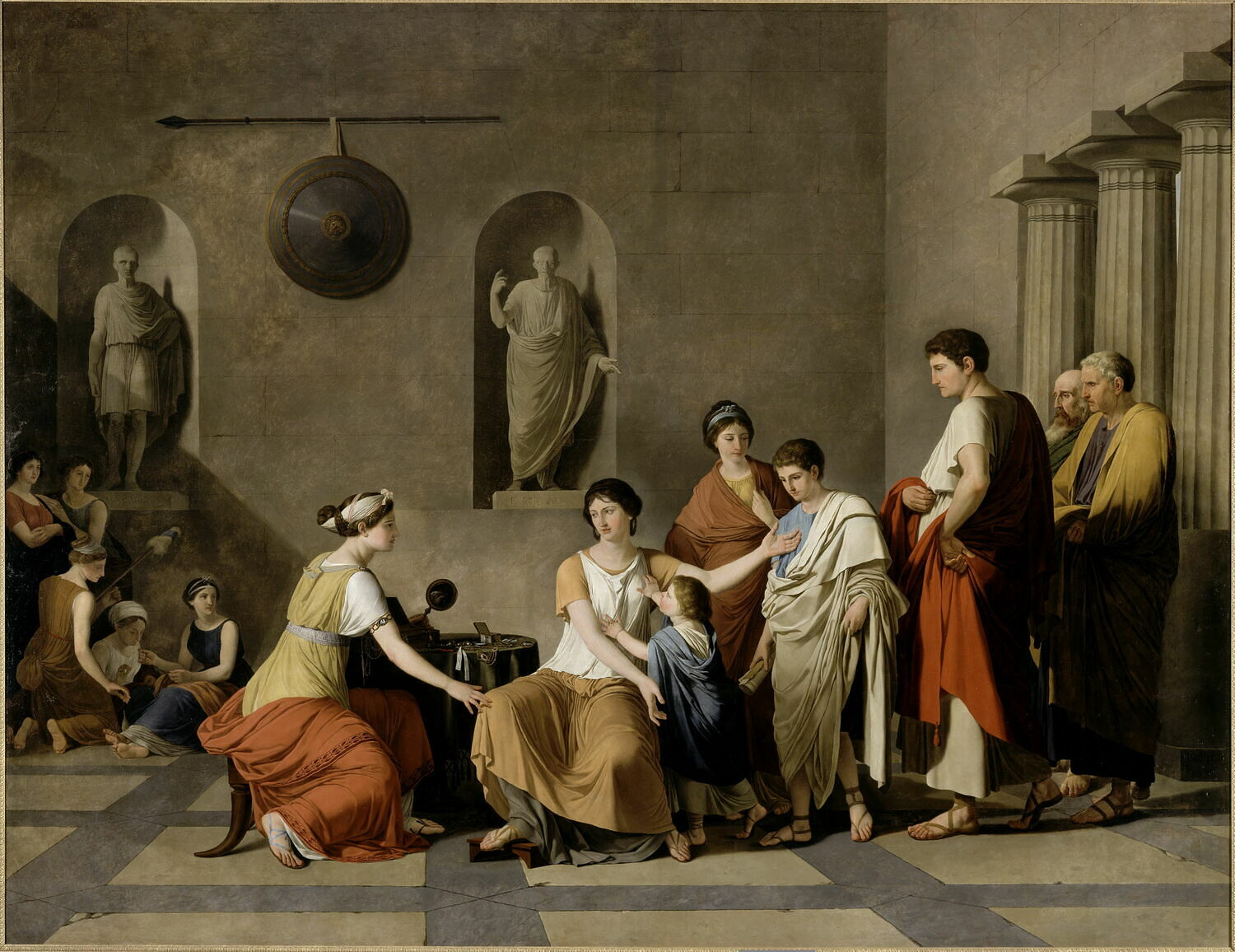
Жозеф-Бенуа Сюве. «Корнелия, мать Гракхов»

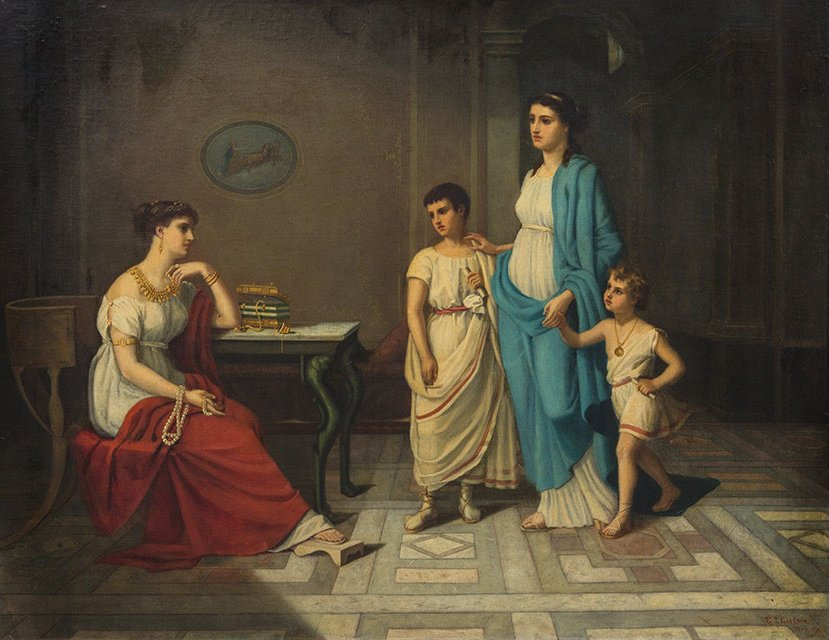
Корнелия с сыновьями на картине Элизабет Джейн Гарднер

Для христианских авторов Корнелия была так же, как и в предыдущую эпоху, образцом добродетели. В частности, один из учителей церкви Иероним Стридонский назвал её, наряду с Лукрецией и Порцией, в числе тех женщин, которые в нравственном отношении не уступали своим мужьям. Иероним отметил то достоинство, с которым Корнелия переносила обрушившиеся на неё удары судьбы.
Итальянский поэт Данте Алигьери в своей «Божественной комедии» поместил Корнелию в Лимб — первый круг ада, где пребывают добродетельные язычники. В рай они не попали только потому, что родились до пришествия Христа. Там находятся многие другие герои римской истории, в их числе Гай Юлий Цезарь, Луций Юний Брут, Лукреция, Марция («Ад», IV, 128).
Немецкая писательница Шарлотта фон Кальб приблизительно в 1785 году написала роман «Корнелия», впервые изданный в 1851 году. В нём один из персонажей рассказывает историю о «лучшем украшении», представленную в беллетризованном виде. Корнелия приходит в гости к некоей Октавии и проявляет слишком мало интереса к драгоценностям этой матроны. Та спрашивает: «Неужели ты, Корнелия, можешь показать свои украшения, могущие сравниться с моими?» А Корнелия отвечает, показывая на своих сыновей: «Смотри! Это Гай и Тиберий, внуки Сципиона, мои сыновья! Это мои украшения, честь и слава великого Рима!»
В XIX веке название «Корнелия» носили многие европейские журналы, издававшиеся для женщин и родителей. Самый известный из них — «Журнал для домашнего воспитания» Карла Пильца. В конце XIX века Корнелия стала заглавной героиней ряда исторических драм, ни одна из которых особой известности не снискала. Она действует в романе советского писателя Милия Езерского «Братья Гракхи». В 2010 году вышел роман Элизабет Хайландер «Корнелия, мать братьев Гракхов» .

### В изобразительном искусстве
В 1878 году в Риме в районе Портика Октавии было найдено основание статуи с надписью CORNELIA AFRICANI F/Gracchorum (CIL VI 31610). Предположительно это было основание той самой статуи, которую описал Плиний и упомянул Плутарх: она изображала Корнелию сидящей, одетой в простое платье и сандалии с ремнями, и была первым в истории Рима изваянием женщины, не являвшейся жрицей.
В XVII веке последователи Тициана нередко создавали идеализированные портреты знатных дам в образе Корнелии. Джошуа Рейнольдс в 1775 году написал портрет леди Августы Анны Кокберн с тремя сыновьями, используя сюжет о «лучших украшениях». На графическом рисунке Чарльза Уилкина (1791 год) Корнелия, по мнению критиков, больше похожа на «мстительную Медею», чем на добродетельную римскую матрону.
Мать Гракхов стала популярным персонажем в живописи во время Великой Французской революции: её сыновья в ту эпоху считались образцовыми носителями передовых идей. Чаще всего использовался сюжет с «лучшими украшениями». Ему посвятили свои полотна Януариус Зик (1794 год), Жозеф-Бенуа Сюве (1795), Джузеппе Гаде (1776), Жан-Франсуа Пейрон (1781), Иоганн Август Наль (около 1820 года). Три картины на эту тему написала около 1785 года Ангелика Кауфман, причём на одной из них, кроме братьев Гракхов, изображена ещё и Семпрония. Полотна этой художницы, созданные во время путешествия по абсолютистскому Королевству Обеих Сицилий, могут быть интерпретированы в антиреволюционном стиле: на них Корнелия, дочь и жена выдающихся политиков, символизирует положительную роль сильной личности в истории.
Во второй половине XIX века образ Корнелии продолжали использовать в самом разном контексте живописцы и скульпторы. Так, мать Гракхов стала героиней салонной живописи Элизабет Джейн Гарднер (1872 год), персонажем бронзовой группы Матюрена Моро (около 1865 года) и фресок Германа Вислиценуса (около 1870 года). Изображение Корнелии украшает одно из окон в Гарвардском зале, созданном, чтобы почтить память героев Гражданской войны в США. Памятник Корнелии есть в городе Колумбус (Огайо).

### В кинематографе
Корнелия является одним из эпизодических персонажей франко-итальянского фильма «Сципион Африканский» (1971 год, режиссёр Луиджи Маньи). Там она действует как маленькая девочка, товарищ по играм Сципиона Эмилиана. Корнелия появляется и в сериале «Древний Рим: Расцвет и падение империи» (эпизод «Революция»), где её играет Джеральдин Джеймс.

## В астрономии
В честь Корнелии назван астероид (425) Корнелия, открытый 26 декабря 1896 года французским астрономом Огюстом Шарлуа в обсерватории Ниццы.